# Trigonopterus lambirensis
Trigonopterus lambirensis – gatunek chrząszcza z rodziny ryjkowcowatych i podrodziny krytoryjków.
Gatunek ten opisany został po raz pierwszy w 2022 roku przez Alexandra Riedela na łamach „ZooKeys”. Jako miejsce typowe wskazano południowe okolice Miri w Parku Narodowym Lambir Hill w malezyjskim stanie Sarawak. Epitet gatunkowy pochodzi od miejsca typowego.
Chrząszcz o ciele długości od 1,9 do 2,6 mm, wysklepionym, w zarysie prawie okrągłym z przewężeniem między przedpleczem a pokrywami, ubarwionym niemal czarno z jasnordzawymi czułkami oraz ciemnordzawymi odnóżami i pokrywami. Ryjek zaopatrzony jest w listewkę środkową i parę listewek przyśrodkowych zakończonych przy nasadach czułków. Epistom zaopatrzony jest w prawie kanciastą listewkę z ząbkiem pośrodku. Przedplecze jest gęsto i grubo punktowane oraz mikrosiateczkowane. Pokrywy mają wyraźne rzędy z punktami grubymi przy nasadzie i drobnymi u wierzchołka, płaskie międzyrzędy oraz poprzeczny szereg punktów przy podstawie; punkty w ósmym rzędzie na barkach są niezmodyfikowane. Tylna para odnóży ma na udach ząbkowaną listewkę grzbietowo-tylną  oraz przedwierzchołkową łatkę strydulacyjną. Wszystkie uda mają niezmodyfikowane listewki przednio-brzuszne. Golenie mają przed nasadami ząbkowane krawędzie grzbietowe, przy czym na tylnej parze ząbki są tępe, a na pozostałych ostre. Genitalia samca mają prącie o prawie równoległych bokach, biczykowaty, poskręcany aparat przenoszący ze sklerytami wspierającymi oraz przewód wytryskowy bez bulbusa.
Owad orientalny, endemiczny dla Borneo, znany tylko z lokalizacji typowej w stanie Sarawak. Spotykany na rzędnych 200 m n.p.m.